# Bernd Rauw
Bernd Rauw (Malmedy, 8 januari 1980) is een voormalig Belgisch voetballer.

## Carrière
Rauw ruilde de jeugdopleiding van Standard Luik in 1997 voor die van Allemania Aachen. Twee jaar later stroomde hij door naar het eerste elftal van de club, die toen in de 2. Bundesliga uitkwam. Na drie seizoenen stapte hij over naar Arminia Bielefeld, waardoor hij de eerste Duitstalige Belg in de Bundesliga werd. Rauw maakte in zijn debuutseizoen op het hoogste niveau de degradatie van Arminia Bielefeld mee, maar de ploeg promoveerde meteen terug. Rauw speelde nog één seizoen in de Bundesliga en keerde toen terug naar Allemania Aachen. Op het einde van het seizoen promoveerde Aachen voor het eerst in 36 jaar weer naar de Bundesliga, maar Rauw liet zijn contract ontbinden uit gebrek aan speelminuten.
Na zijn tweede vertrek bij Aachen verhuisde Rauw naar eerstedivisieclub MVV Maastricht. Na amper één seizoen keerde hij terug naar Duitsland, waar hij uitkwam voor achtereenvolgens Kickers Emden, 1. FC Union Berlin en Rot-Weiß Erfurt. In januari 2013 keerde hij terug naar België, waar hij eerst voor derdeprovincialer FC Bütchenbach en later speler-trainer werd bij Honsvelder FC. In zijn eerste seizoen als speler-trainer promoveerde hij meteen naar Eerste provinciale Luik, maar na één seizoen degradeerde Honsvelder al.
In april 2020 werd Rauw aangesteld als hoofd jeugdopleiding.